# Гуситський рух

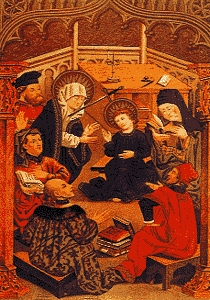
Диспут гуситських теологів у присутності польського короля Владислава II Ягайла

Гуситський рух — боротьба чеського народу в 1-й половині XV століття проти католицької церкви та німецького засилля, що вилилася в так звані гуситські війни (1419—1437). Названий за ім'ям чеського мислителя, реформатора церкви Яна Гуса.
Поштовхом до виникнення гуситського руху стали виступи Яна Гуса і його сподвижників — Ієроніма Празького та інших. Гусити засуджували накопичення багатств церквою і духівництвом, закликаючи повернутися до «євангельської бідності»; вважали, що для того, щоб кожна людина могла зрозуміти «Закон Божий», богослужіння має здійснюватися рідною чеською мовою; критикували католицьке причастя для духівництва хлібом і вином, а для мирян — лише хлібом; доводили, що в ранньому християнстві всі причащалися однаково.
Страта Яна Гуса (1415) і Ієроніма Празького (1416) за рішенням Констанцького собору викликала вибух обурення серед чехів та стала поштовхом до гуситських війн.
У гуситському русі із самого початку позначилося два крила — помірне (чашники) і радикальне (таборити), що мали різні цілі.

## Хрестові походи проти гуситів
Помірні гусити (чашники) — сформулювали свої вимоги в документі Чотири празькі статті, які були схвалені таборитськими священниками. На цій основі таборити й чашники об'єдналися проти спільного ворога — імператора Священної Римської імперії Сигізмунда (брата Вацлава IV і спадкоємця чеської корони), який навесні 1420 року організував хрестовий похід проти гуситів. Імператор узяв міста Північної Чехії й у червні того ж року обложив Прагу. Об'єднані гуситські війська під керівництвом Яна Жижки 14 липня 1420 року завдали нищівної поразки хрестоносцям. Сейм, скликаний у місті Чаславі 3—7 червня 1421 року, обрав новий тимчасовий уряд, Чотири празькі статті були проголошені законом, а Сигізмунд позбавлений чеського престолу.
Після смерті Яна Жижки в жовтні 1424 року військове керівництво рухом гуситів очолив Прокопій Голий, колишній священник, досвідчений полководець і дипломат. Радикальні гусити перейшли від оборони до наступу. Вони хотіли прорвати економічну блокаду і прагнули поширювати свої радикальні ідеї за межами Чехії. Гусити здійснили походи до Сілезії, Німеччини та Австрії. По всій Німеччині поширилися маніфести гуситів.
У 1431 році кардинал Джуліано Чезаріні організував новий хрестовий похід проти гуситів. Почав свою роботу Базельський собор, що ініціював переговори з гуситами. Переговори на Соборі з боку гуситів очолював Прокіп Голий. Два місяці дискусій на початку 1433 року виявилися безрезультатними. Чашники схилялися до компромісу, внаслідок якого з'явився документ Празькі компактати (1433), в силу яких Базельський Собор дозволив охочим причащання обома видами. За посередництва папського легата чашники й католики уклали між собою союз. Проти угоди виступили таборити. Протистояння двох напрямків руху гуситів завершилося битвою біля Липан 30 травня 1434 року, де таборити зазнали поразки, а Прокіп Великий загинув.
Релігійні диспути й мирні переговори між обома гуситськими партіями тривали до Празького сейму 1444 року, на якому вчення таборитів було оголошено помилкою. Разом із перемогою чашників над таборитами стало зникати релігійне завзяття перших; хоча вони продовжували бути особливою церквою, але за духом стали наближатися до католиків, і від колишніх гуситських принципів у них залишилися лише повага до пам'яті Гуса і вживання чаші. Вирішальне становище в країні захопили чашники, які прагнули досягти угоди з Церквою та імператором. 5 липня 1436 року між чашниками та імператором було укладено мир, унаслідок якого імператором Сигізмундом були ратифіковані Празькі компактати. Папа Римський Євген IV не визнав цих документів.
Реально влада в Чехії після хрестових походів належала політичним союзам, які об'єднували шляхту й міста під управлінням гетьманів. Одним з них був Їржі з Подебрад, який у 1452 році взяв Табор, поклавши край владі таборитів.  Підтримку Папи Римського Пія II 31 березня 1462 року Пій II проголосив Празькі компактати недійсними, а в 1466 році наклав на короля Їржі анафему і всіх його підданих звільнив від присяги. У 1468 році був оголошений новий хрестовий похід проти Чехії, що вилився у війну угорського короля Матвія Корвіна, за підтримки чеської католицької опозиції, з прихильниками Їржі.

## Наслідки руху гуситів
Подальший розвиток ситуації призвів до встановлення в Чехії мирного співіснування двох конфесій — католиків і чашників, яке було остаточно закріплене договором у Кутній Горі (1485). Радикальнішою групою гуситів були так звані «чеські (богемські) брати», що почали формуватися в 1457 році й відкололися від чашників в 1476 році. «Богемські брати» не визнавали таїнств, відкидали переісточення. Проблема співіснування католиків і гуситів у Чехії загострилася у XVII столітті у зв'язку з поширенням у Чехії ідей Реформації. В цей час багато чашників зблизилися з лютеранами, а «богемські брати» — з кальвіністами. Імператори з династії Габсбургів у першій половині XVII століття прагнули до скасування прав гуситів, що призвело до Тридцятирічної війни (1618—1648). Після поразки Чехії у війні церковні організації гуситів на довгий час припинили своє існування.

## Сучасність
Нині гуситами себе називають парафіяни Гуситської чехословацької церкви (за різними оцінками, від 100 000 до 180 000 парафіян). Проте безпосередньо до гуситського руху ця церква не належить. Вона була заснована в 1918—1920 роках унаслідок розколу серед кліру Римо-католицької церкви в Чехії та Моравії. Свою нинішню офіційну назву (Чехословацька гуситська церква) конфесія ухвалила лише в 1971 році.
Безпосередньо з часів Яна Гуса продовжують діяти «чеські брати», хоча офіційно не називають себе гуситами.
Наслідки боротьби між національним релігійним рухом гуситів і католицькою церквою позначаються на духовному житті чеського народу досі: сучасні чехи є найбільш атеїстичним народом у Європі.

## Цікаві факти
У 1452 році гуситське посольство прибуло до Константинополя для встановлення офіційних відносин із Православною церквою. Делегацію зустріли дуже доброзичливо, але оскільки на наступний рік Константинополь упав, жодних практичних наслідків це не мало.
23 березня 1430 року Жанна д'Арк надиктувала листа, який закликав до виступу армії хрестоносців проти гуситів, допоки ті не повернуться до католицької віри. Захоплення її солдат бургундцями двома місяцями пізніше звільнило її від цієї місії.